# Coucy-le-Château
Pour les articles homonymes, voir Coucy (homonymie).
Pour la commune actuelle, voir Coucy-le-Château-Auffrique.
Coucy-le-Château est une localité et une ancienne commune française, située dans le département de l'Aisne en région Hauts-de-France. Elle est intégrée à la commune de Coucy-le-Château-Auffrique depuis l'absorption de la commune voisine d'Auffrique-et-Nogent en 1921.
Le nom de l'ancienne commune sert également de dénomination pour Coucy-le-Château-Auffrique.

## Géographie
La commune avait une superficie de 21 ha. Avant sa fusion avec Auffrique-et-Nogent en 1921, la commune était la plus petite en superficie du département de l'Aisne. Les limites de la commune correspondent à celle de la ville haute de Coucy-le-Château-Auffrique, enfermée dans ses remparts. La commune était enclavée dans celle d'Auffrique-et-Nogent.

## Histoire
L'histoire de la commune est intimement liée au château de Coucy. En 1921, la commune fusionne avec la commune voisine d'Auffrique-et-Nogent et la nouvelle entité prend le nom de Coucy-le-Château-Auffrique où le chef-lieu est défini dans l'ancienne commune.

## Administration
Jusqu'à sa fusion avec Auffrique-et-Nogent, la commune était le chef-lieu d'un canton dans le département de l'Aisne. Elle appartenait aussi à l'arrondissement de Laon depuis 1801 et au district de Chauny entre 1790 et 1795. La liste de Coucy-le-Château est :
| Période                                  | Période | Identité | Étiquette | Qualité |
| ---------------------------------------- | ------- | -------- | --------- | ------- |
|                                          |         |          |           |         |
| Les données manquantes sont à compléter. |         |          |           |         |

## Démographie
L'évolution démographique de Coucy-le-Château avant la fusion avec Auffrique-et-Nogent était :
| 1793 | 1800 | 1806 | 1821 | 1831 | 1836 | 1841 | 1846 | 1851 |
| ---- | ---- | ---- | ---- | ---- | ---- | ---- | ---- | ---- |
| 699  | 781  | 818  | 749  | 839  | 878  | 830  | 939  | 854  |

| 1856 | 1861 | 1866 | 1872 | 1876 | 1881 | 1886 | 1891 | 1896 |
| ---- | ---- | ---- | ---- | ---- | ---- | ---- | ---- | ---- |
| 836  | 874  | 846  | 745  | 739  | 780  | 719  | 712  | 708  |

| 1901 | 1906 | 1911 | 1921 | - | - | - | - | - |
| ---- | ---- | ---- | ---- | - | - | - | - | - |
| 683  | 700  | 657  | 269  | - | - | - | - | - |

## Héraldique
| Blason | Blasonnement : Fascé de vair et de gueules de six pièces. Commentaires : Ces armes sont identiques à celles de Busigny et de Berlaimont. |